# Violette Trépanier
Pour les articles homonymes, voir Trépanier.
Violette Trépanier, née Violette Briand le 14 mars 1945 à Montréal est une enseignante et femme politique québécoise.

## Biographie
Violette Trépanier a obtenu un baccalauréat en pédagogie à l'Université de Montréal en 1966. Elle a enseigné le français au secondaire et au collégial de 1966 à 1976.
Elle est récipiendaire, en 2005, de la Médaille de l'Assemblée nationale.

### Carrière politique
Violette Trépanier entre dans le domaine politique en tant qu'attachée politique du député libéral Jean-Pierre Saintonge en 1981. L'année suivante, elle devient vice-présidente du Parti libéral du Québec jusqu'en 1985. Elle est élue à l'Assemblée nationale du Québec dans la circonscription de Dorion lors des élections générales de 1985, défaisant la députée péquiste Huguette Lachapelle par 2 498 voix. Son parti a regagné le pouvoir lors de ces élections.
Durant son premier mandat elle a été adjointe parlementaire des ministres des Affaires municipales André Bourbeau puis Pierre Paradis. Le premier ministre Robert Bourassa l'a nommée ministre déléguée aux Communautés culturelles le 3 mars 1989. Elle a été réélue lors des élections générales de 1989 en septembre, défaisant le futur député et ministre Joseph Facal par 2 207 votes. Dans le nouveau cabinet Bourassa elle devient ministre déléguée à la Condition féminine. Lorsqu'au début de 1994 Bourassa est remplacé par Daniel Johnson comme premier ministre, Violette Trépanier devient ministre de la Sécurité du revenu et ministre déléguée à la Condition féminine et à la Famille dans le nouveau cabinet. Elle ne se représente pas lors des élections de septembre 1994.
Durant ses mandats à la Condition féminine et à la Famille, Violette Trépanier a fait du dossier des services de garde à l'enfance l'une de ses priorités.

## Cadre au Parti libéral du Québec
À partir de 2001, Violette Trépanier a occupé le poste de directrice du financement et du recrutement pour le Parti libéral du Québec. À ce titre, elle a témoigné devant la commission Bastarache sur le processus de nomination des juges au Québec, en septembre 2010. De même, dans le cadre de la Commission d'enquête sur l'octroi et la gestion des contrats publics dans l'industrie de la construction (Commission Charbonneau), l'avocat du Parti libéral a offert en octobre 2012 de faire témoigner Mme Trépanier. Le nom de Trépanier revient souvent dans les témoignages des témoins, ce qui montre les doutes sur son rôle à jouer dans le financement du Parti libéral du Québec. Son témoignage a finalement débuté le vendredi 20 juin 2014 pour se poursuivre le mercredi 25, après le long congé de la Fête nationale.

## Publications
- Violette Trépanier, « Une pionnière de la défense des droits humains », dans Anita Caron, Lorraine Archambault, Évelyne Tardy et Robert Comeau, Thérèse Casgrain, une femme tenace et engagée, Chicoutimi, Les Presses de l'Université du Québec, 1993 (lire en ligne)